# Serge Meynard
Pour les articles homonymes, voir Meynard.
Serge Meynard est un réalisateur, scénariste  et dialoguiste français né en 1956 en France. Il a reçu le César de la meilleure première œuvre de fiction en 1988 pour le film L'Œil au beur(re) noir.

## Filmographie partielle

### Assistant réalisateur
- 1983 : L'Homme blessé de Patrice Chéreau
- 1983 : La Tragédie de Carmen de Peter Brook
- 1985 : Rouge-gorge de Pierre Zucca
- 1986 : Golden Eighties de Chantal Akerman

### Longs métrages
- 1987 : L'Œil au beur(re) noir
- 1992 : Sexes faibles !

### Court métrage
- 1997 : Un après-midi au parc

### Télévision
- 1990 : Le Blé en herbe
- 1994 : Sa dernière lettre
- 1996 : Le Sang du renard
- 1997: Le cri du corbeau
- 1999 : Voyous Voyelles
- 2000 : L'Inconnue du Val-Perdu
- 2002 : Hôpital souterrain téléfilm
- 2002 : Une Belle affaire
- 2004 : Le Crime des renards
- 2004 : La Nuit du meurtre
- 2006 : L'Enfant du Secret
- 2007 : Miroir, mon beau miroir
- 2007 : Passés troubles
- 2008 : Paradis criminel, mini-série
- 2011 : Je, François Villon, voleur, assassin, poète...
- 2013 : La Nuit du réveillon
- 2015 : J'ai épousé un inconnu
- 2017 : Le Poids des mensonges

### Scénariste
- 1990 : Le Blé en herbe - téléfilm
- 1992 : Sexes faibles !
- 1996 : Le Sang du renard -téléfilm
- 1997 : Un après-midi au parc
- 1999 : Voyous voyelles
- 2000 : L'Inconnue du Val-Perdu - téléfilm
- 2002 : Une Belle affaire - téléfilm
- 2004 : La Nuit du meurtre - téléfilm
- 2008 : Paradis criminel, mini-série

## Récompenses
- Festival de la fiction TV de La Rochelle 2009 : Meilleure mini-série de prime-time pour Paradis criminel

### César
- 1988 : Meilleure première œuvre pour L'Œil au beur(re) noir